# Старый Талап
Старый Талап (каз. Ескі Талап) — упразднённое село в Карагандинской области Казахстана. Находилось в подчинении городской администрации Жезказгана. Административный центр Талапского сельского округа. Код КАТО — 351849100. Ликвидировано в 2010 г.

## Население
В 1999 году население села составляло 26 человек (14 мужчин и 12 женщин). По данным переписи 2009 года, в селе проживало 36 человек (21 мужчина и 15 женщин).